# جعفر بلحسین
جعفر بلحسین (انگلیسی: Djaffar Bel Hocine؛ زادهٔ ۱۸ اوت ۱۹۶۱) بازیکن هندبال اهل الجزایر بود.